# Plomberie volcanique

1. Laccolite – 2. Petit dyke – 3. Batholite – 4. Dyke – 5. Sill ou filon-couche – 6. Cheminée volcanique, canal – 7. Lopolite.

Une plomberie volcanique ou un système de canalisations magmatiques est l'ensemble des réservoirs magmatiques et des conduits qui relient une zone de fusion partielle à un ou plusieurs volcans ou autres évents volcaniques par lesquels la lave s'écoule en surface. En volcanologie et en magmatologie, les termes de « plomberie » et de « canalisation » ont d'abord été employés avec des guillemets comme des expressions familières,, puis sont devenus d'usage courant dans la littérature scientifique.
Les systèmes de canalisations volcaniques peuvent être trouvés dans tous les contextes tectoniques actifs, tels que les dorsales océaniques, les zones de subduction et les panaches du manteau, lorsque les magmas générés dans la lithosphère continentale, la lithosphère océanique et dans le manteau sous-lithosphérique sont transportés. Le magma est d'abord généré par fusion partielle, suivie d'une ségrégation et d'une extraction de la roche mère pour séparer la matière fondue du solide. Pendant l'ascension du magma, un réseau spontané de canaux magmatiques se forme, facilitant le transfert de matière fondue de la croûte inférieure vers les couches supérieures. Les mécanismes de remontée canalisée comprennent la formation de dykes et de fractures ductiles qui transportent la matière fondue dans des conduits. Pour le transport en vrac, les diapirs transportent un grand volume de matière fondue et remontent à travers la croûte. Lorsque le magma cesse de monter ou lorsque l'apport de magma s'arrête, la mise en place du magma se produit. Différents mécanismes de mise en place aboutissent à différentes structures, notamment des plutons, des filons-couches, des laccolites et des lopolites.

## Production de magma

### Fusion partielle

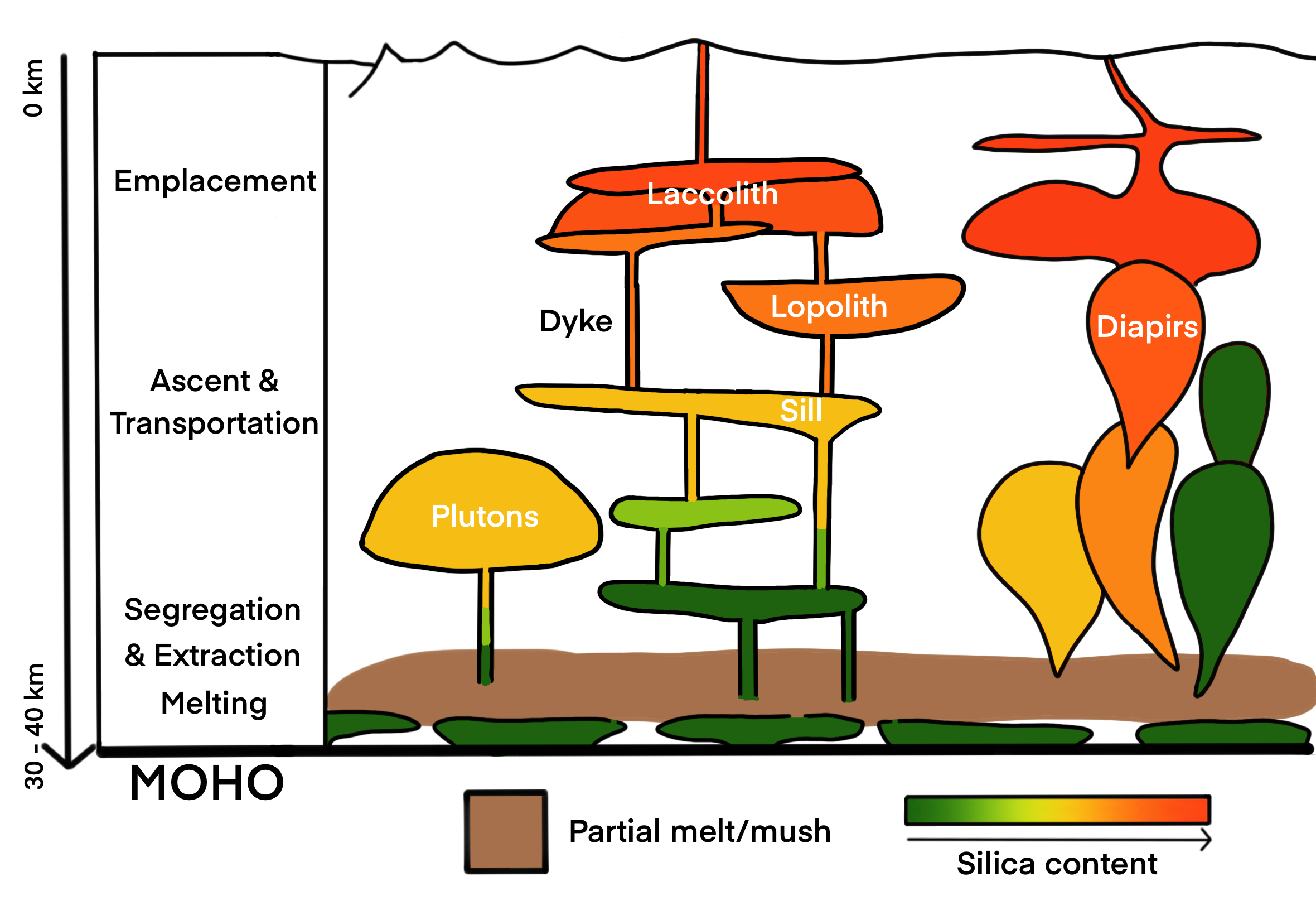
Esquisse schématique des systèmes de canalisation volcanique et ignée (d'après Burchardt, 2018),.

La fusion partielle est la première étape de la génération du magma qui est la base des systèmes de canalisation volcanique et ignée. Une fois formé, le magma parcourt la croûte terrestre, créant des conduits et des chambres magmatiques. Dans la croûte continentale, la fusion partielle se produit lorsque des parties de la roche solide fondent pour donner naissance à du magma felsique. Les roches de la croûte inférieure et du manteau supérieur sont soumises à ce processus de fusion partielle. Le taux de fusion partielle et la composition du magma silicaté résultant dépendent de la température, de la pression, de l'ajout de fluides (eau, volatils) et de la composition de la roche source. Dans la croûte océanique, la fusion par décompression des matériaux du manteau forme du magma basaltique. Lorsque les matériaux du manteau s'élèvent, la pression diminue considérablement, ce qui abaisse considérablement le point de fusion de la roche.

## Ségrégation et extraction par fusion

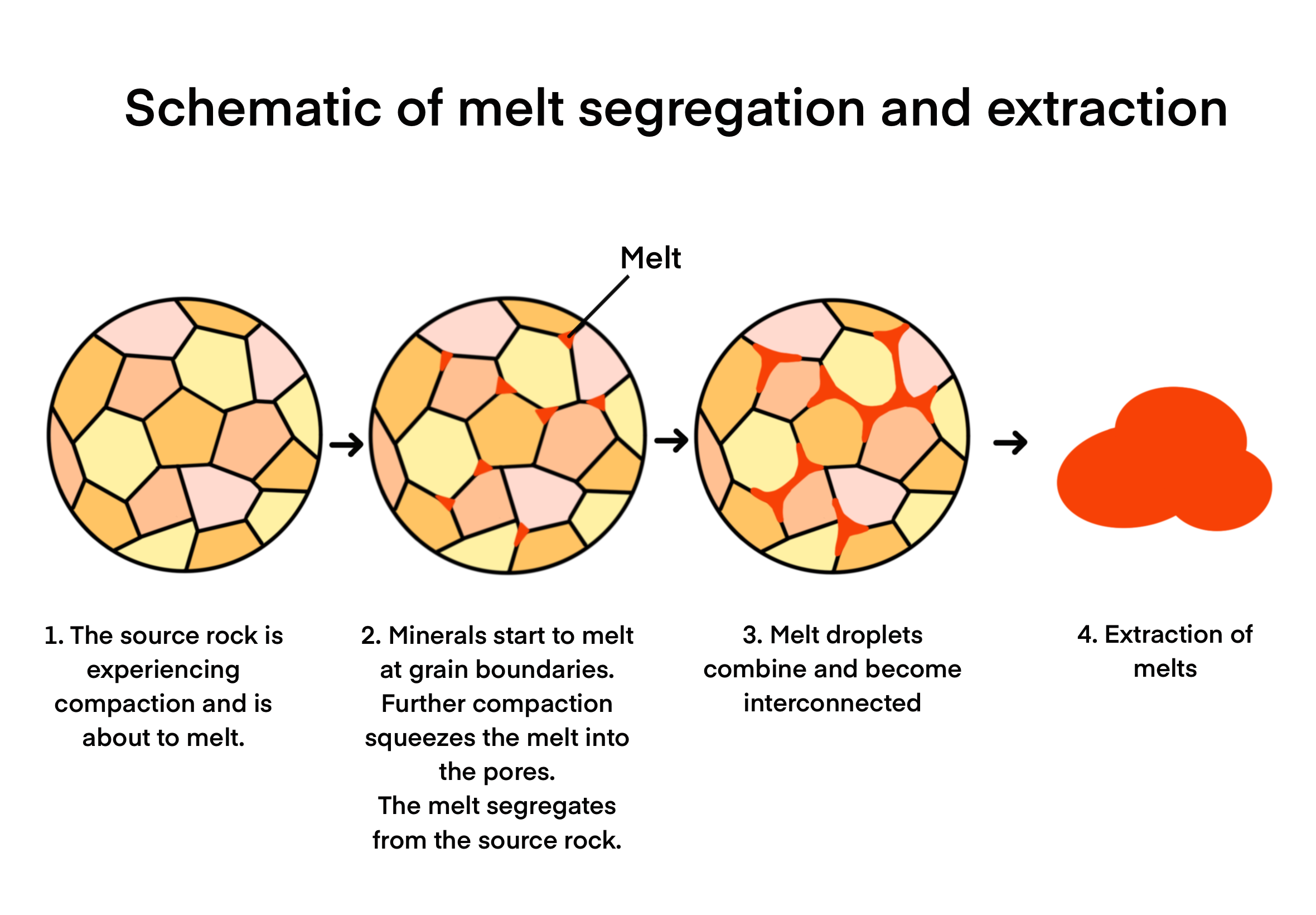
Vue microscopique de la ségrégation et de l'extraction de la matière fondue,,. Lorsque la roche mère subit un compactage, les minéraux commencent à fondre aux joints de grains. Les gouttelettes de fonte s'accumulent ensuite et se connectent dans des bassins de fusion jusqu'à ce qu'elles soient extraites.

Une fois formé, le magma se déplace depuis sa région source grâce aux processus de ségrégation et d'extraction du magma. Ces processus contribuent à définir la composition finale du magma. La manière dont se déroulent la ségrégation et l'extraction du magma influe sur la structure des systèmes de canalisation volcanique et magmatique.

### Ségrégation
La ségrégation par fusion est le processus de séparation de la masse fondue de sa roche mère. Après avoir été générée par fusion partielle, la masse fondue riche en silice est séparée de la roche mère par le biais d'un compactage gravitationnel. Cela compresse la matière fondue à travers les pores et les matières fondues sont produites aux joints de grains. Lorsque les gouttelettes de matière fondue continuent de s'accumuler et que la proportion de matière fondue continue d'augmenter, elles ont tendance à se rassembler sous forme de flaques de fonte. L'interconnectivité de la matière fondue joue un rôle crucial dans la détermination de la possibilité et du moment de l'extraction de la matière fondue. Lorsque le pourcentage de fusion dans la roche mère atteint environ 7 %, la migration de la fusion commence. À ce stade, environ 80 % des joints de grains sont fondus, ce qui rend la roche très fragile. À mesure que le processus de fusion progresse et que la matière fondue continue à s'accumuler, elle atteint le deuxième seuil de percolation lorsque le pourcentage de matière fondue atteint environ 26 % à 30 %. À ce stade, la matrice de la roche mère commencera à se décomposer, et la masse fondue commencera à être extraite.

### Extraction
Après que la matière fondue s'est séparée du solide, le processus d'extraction sous forme fondue commence. Le taux d'extraction du magma dépend de la distribution spatiale et de l'interconnectivité du réseau de canaux magmatiques développé à partir de la roche mère. L'extraction de la matière fondue comporte deux scénarios finaux possibles : la matière fondue peut être extraite par impulsions si le développement des canaux magmatiques est rapide et que le réseau est hautement interconnecté, ou la matière fondue peut être évacuée de manière constante de la source si les canaux magmatiques se développent de manière continue et régulière.
L'extraction du magma, par ailleurs, contrôle la composition chimique de la fonte, la quantité de magma transportée par les dykes et, par conséquent, le flux volumique de magma dans les plutons. Ceux-ci contrôleront à terme la structure globale du VIPS, comme la formation de dykes et de plutons.
Les canaux magmatiques peuvent être mal connectés ce qui fait que les dykes peuvent figer avant de se propager suffisamment loin pour alimenter les plutons. Si la roche mère ne peut pas initier la remontée du dyke avec une fonte suffisante, la roche mère peut rester non drainée, favorisant la remontée diapirique de la roche mère.

## Ascension et transport du magma
Quand une quantité suffisante de matière fondue s'accumule, le magma au sein de la source se déplacera depuis la profondeur de la croûte vers des niveaux plus superficiels à travers des conduits magmatiques. Cela permettra d'alimenter et de former divers réservoirs et structures de magma au sein du système de canalisation magmatique. La flottabilité du magma est la principale force motrice de tous les types de mécanismes de transport.

### Diapirisme
Un diapir se forme lorsqu'une boule de matière, une goutte chaude et ductile, remonte vers une couche lithosphérique supérieure. Le diapirisme est considéré comme le principal mécanisme de transport du magma dans la croûte inférieure à moyenne et c'est l'un des mécanismes de transport viables pour les magmas felsiques et mafiques. 

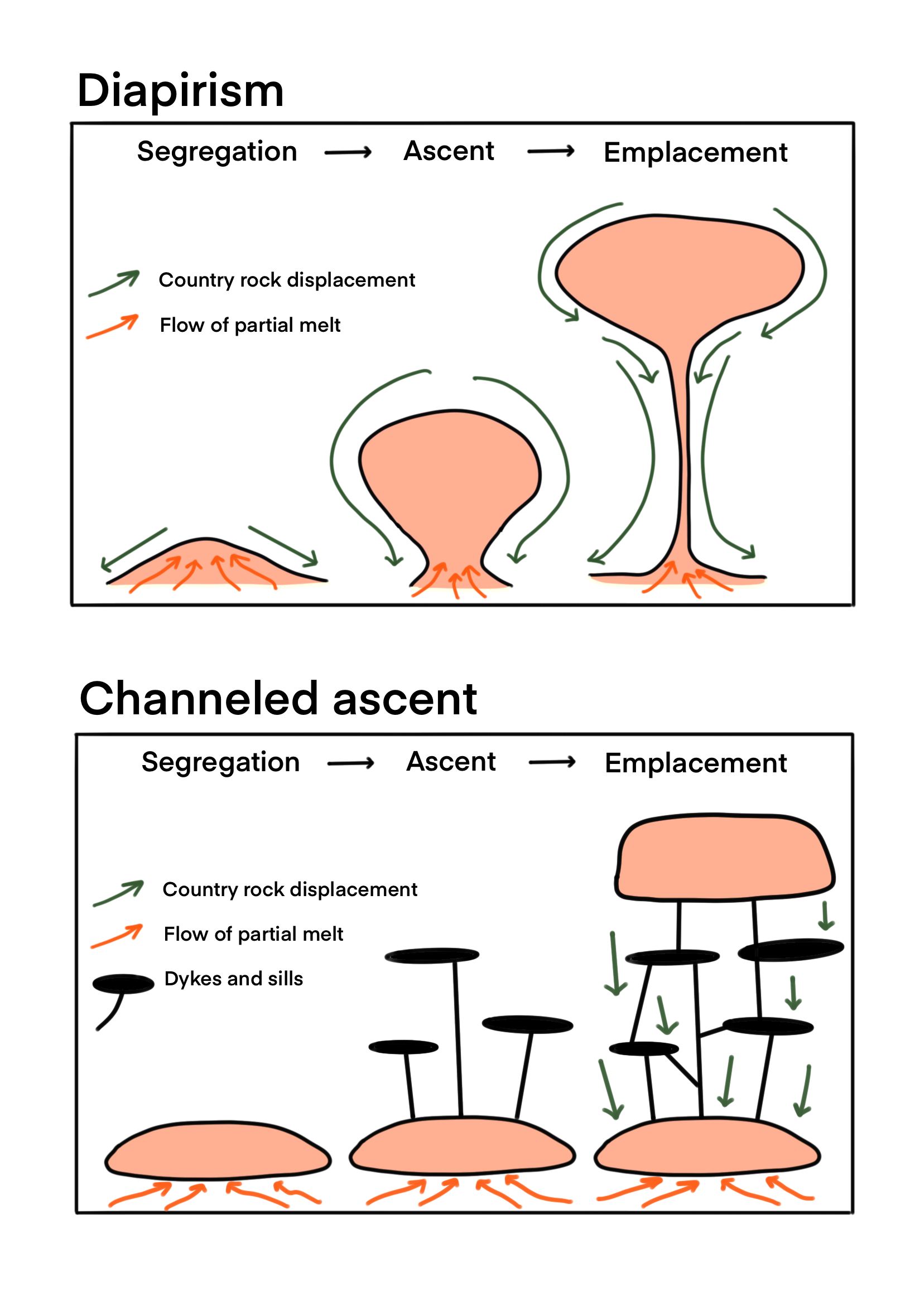
Membres finaux de la ségrégation, de l'ascension et du déplacement du magma : diapirisme et ascension canalisée (d'après Cruden, 2018). Les diapirs transportés fondent dans un grand lot de magma et se mettent en place sous forme de plutons. Les canaux de transport fondent dans un réseau de fractures et se mettent en place sous forme de dykes et de sills.

Le processus de formation des diapirs s'amorce lorsqu’un volume suffisant de matière magmatique s'accumule dans la région source. Lorsqu'une « goutte » de fusion est générée dans la région de la source et qu'elle est sur le point de remonter, la distorsion provoque des instabilités périodiques de Rayleigh-Taylor à l'interface entre fusion et roche encaissante environnante en raison de leur différence de densité,. Comme la matière en fusion est moins dense que la roche environnante, les instabilités vont croître et s'amplifier, pour finalement permettre le phénomène des diapirs.
Des modèles numériques et l'expérimentation en laboratoire démontrent que si la fonte qui remonte est moins visqueuse que la roche encaissante environnante, un diapir de forme sphérique (écoulement de Stokes) relié à une tige se formera,. Le diapirisme de Stoke est un mécanisme viable, de préférence pour l'ascension de corps magmatiques massifs dans une croûte faible et ductile. Les petites couches risquent de geler au milieu de l'ascension en raison de la perte de chaleur et de la solidification.
Des études récentes se sont intéressées à un modèle hybride dyke-diapir qui pourrait constituer un mécanisme plus réaliste de diapirisme. La simulation numérique du couple dyke-diapir montre qu'une zone pseudo-dyke peut se développer au sommet du diapir au fur et à mesure de sa propagation, ce qui est essentiel pour ramollir les roches du toit et permettre la remontée du diapir. Cela démontre également que l'injection épisodique de magma est cruciale pour maintenir la température du système diapir et l'empêcher de se figer.
Les diapirs peuvent également être classés en diapirs crustaux et mantelliques. Les couches crustales accentuent la croûte inférieure en raison d'une fusion partielle. Par ailleurs, le diapir se formant dans le manteau terrestre finit par remonter à travers la discontinuité de Mohorovičić (MOHO) ou sous la croûte inférieure pour fournir de la chaleur permettant une fusion partielle.

### Ascension canalisée

#### Dykes
Les dykes sont des fractures verticales à subverticales remplies de magma qui traversent des couches et relient la roche mère à la chambre magmatique, aux sills et peuvent éventuellement atteindre la surface.

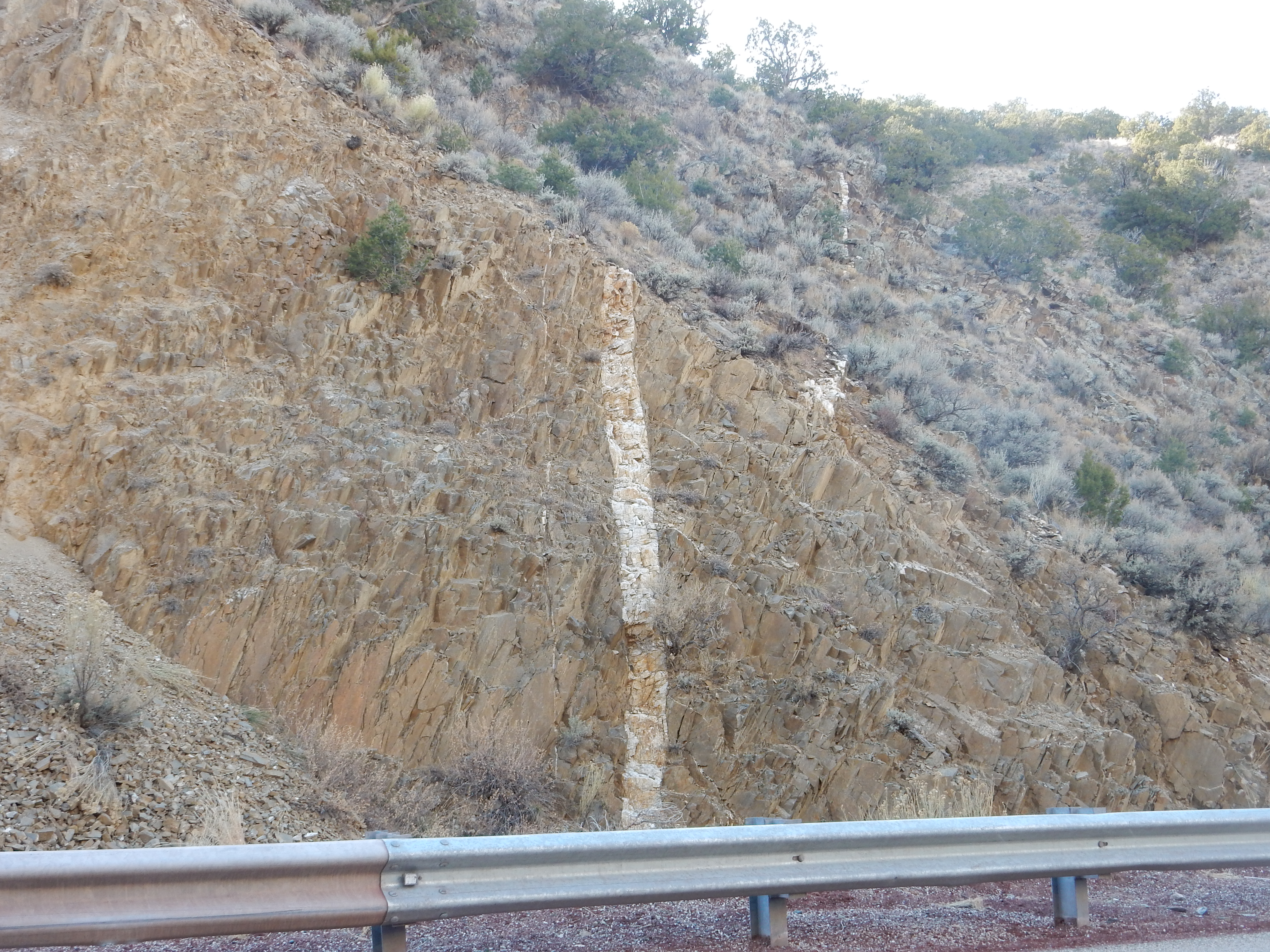
Dyke de pegmatite recoupant du quartzite dans la formation de Marquenas, Nouveau-Mexique, États-Unis.

Le transport du magma dans les digues est provoqué par la flottabilité du magma, ainsi que par la pression du réservoir s'il est relié à la roche mère. Les dykes transportent le magma à une vitesse plus élevée que les diapirs, car ils se trouvent généralement dans un réseau étendu de canaux étroits qui ont une aire étendue. Cependant, la grande surface implique que la cristallisation du magma est plus facile à se produire. Ainsi, certains dykes peuvent remonter à la surface, mais la majorité d'entre eux se terminent en profondeur, solidifiés car bloqués par une couche rigide.
Il existe deux types de essaims de dykes, notamment les essaims régionaux qui proviennent d'une source magmatique profonde, et les essaims en feuille locaux qui proviennent d'un réservoir magmatique peu profond. Les essaims de dykes régionaux sont généralement allongés là où les essaims de nappes locaux sont inclinés et circulaires, également appelés dykes annulaires.
La géométrie du dyke est liée au champ de contraintes et à la répartition des failles et des diaclases préexistantes dans la roche encaissante,. Un contexte tectonique extensionnel favorise donc la formation de dykes. 
| Fonctionnalité        | Description |
| --------------------- | --- |
| Forme                 | Les dykes sont en forme de feuille et planaires. Les dykes épais sont généralement droits, mais la plupart sont sinueux. |
| Longueur et épaisseur | Les dydes sont très minces par rapport à leur longueur. Certaines mégadykes peuvent atteindre 500 à 1 000 km de long, et certains peuvent atteindre 100 à 200 m d'épaisseur. |
| Segmentation          | Les dykes peuvent présenter une segmentation non systématique, mais ils étaient à l'origine continus. Ils présentent souvent certains degrés de décalage latéral ou vertical, et les parties décalées sont souvent reliées par de fines veines si elles sont proches les unes des autres. Certains segments de dykes sont disposés en échelons, mais la segmentation aléatoire est plus courante. |

#### Fractures ductiles
Les fractures ductiles se forment par le fluage de la roche, au cours duquel une recristallisation ductile crée de minuscules vides qui se connectent et finissent par provoquer la fracture de la roche. Des fractures ductiles peuvent être trouvées dans la croûte plus profonde, à mesure que le mode de déformation passe de fragile à ductile. Les fractures ductiles sont associées aux conduits magmatiques dans la région la plus profonde de la croûte.

#### Failles et cisaillements
Les zones de failles et de cisaillement servent de lignes de faiblesse permettant au magma de s'écouler et de monter vers des niveaux supérieurs. La déformation régionale peut donner lieu aux trois principaux types de failles : les failles normales, les failles inversées et les failles de décrochement. Plus spécifiquement, une faille de transpression qui traverse les couches géologiques est associée au transport et à la montée du magma en créant un espace propice à son intrusion ignée.

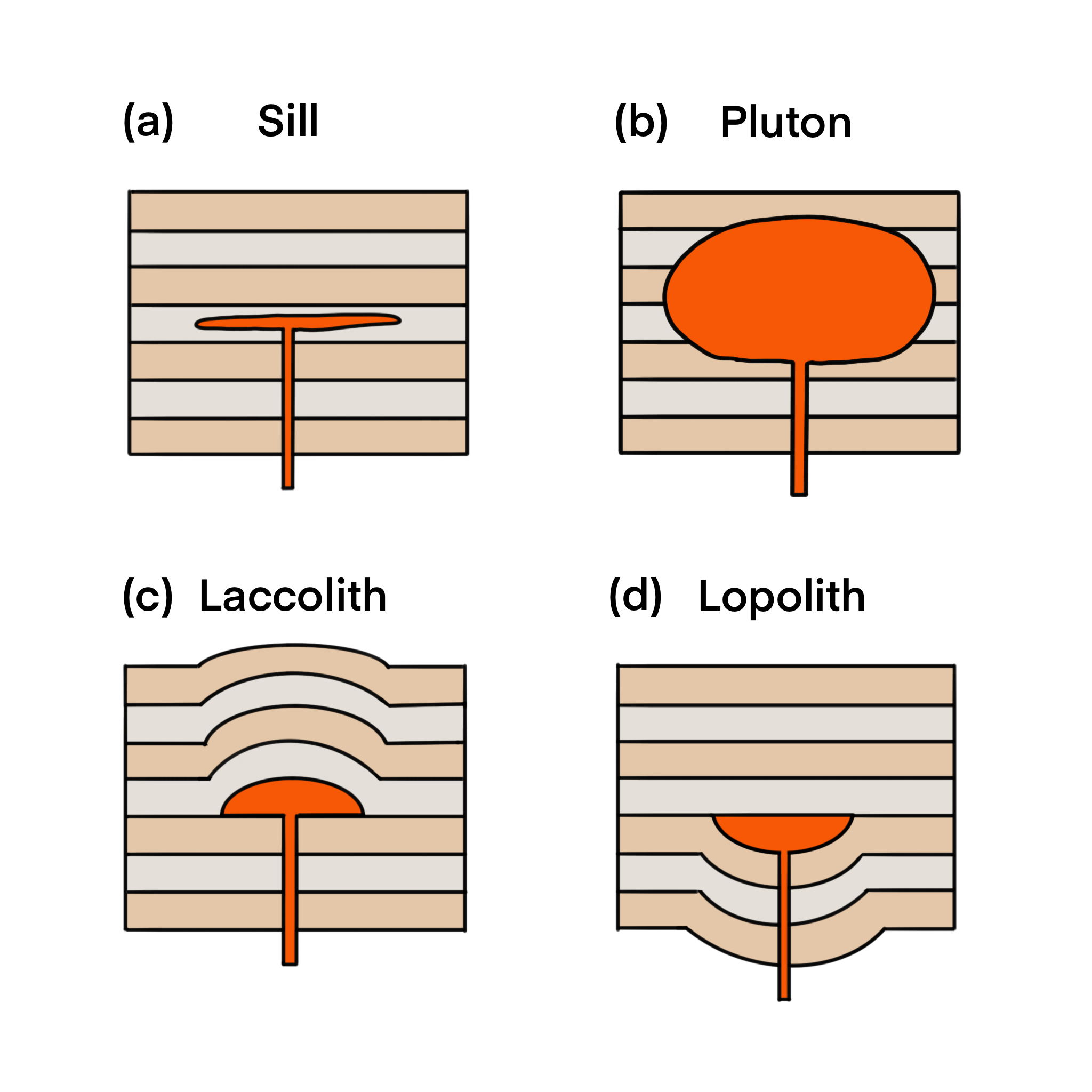
Forme des différentes structures de mise en place du magma : (a) sill, (b) pluton, (c) laccolithe et (d) lopolite. Les sills sont des intrusions de feuilles tabulaires. Les plutons sont de grands corps tabulaires épais. Les laccolithes sont des structures en forme de dôme avec des toits surélevés et des sols plats. Les lopolites sont des structures lenticulaires avec des toits plats et des planchers déprimés.

## Intrusion du magma
Lorsque le magma cesse de monter, le refroidissement des corps magmatiques ou l'interruption de l'approvisionnement en magma mènent à la formation de réservoirs magmatiques. L'intrusion du magma peut survenir à diverses profondeurs au-dessus de la roche mère. Elle est principalement influencée par des forces internes du magma, notamment la flottabilité et la pression du magma. Celle-ci change avec la profondeur, car la contrainte verticale est fonction de la profondeur. Un autre paramètre de mise en place du magma est son taux d’approvisionnement. D'après les observations de terrain, la formation de plutons implique plusieurs étapes d'injection de magma au lieu d'une seule impulsion. De petits lots de magma s'accumuleront progressivement pendant plusieurs millions d’années jusqu’à ce que l'apport de magma cesse.
Selon la profondeur de formation et la géométrie, l'intrusion du magma peut être classée comme plutons, filons-couches ou sill, laccolithes, phacolithes et lopolites.

### Croûte moyenne à inférieure

#### Plutons

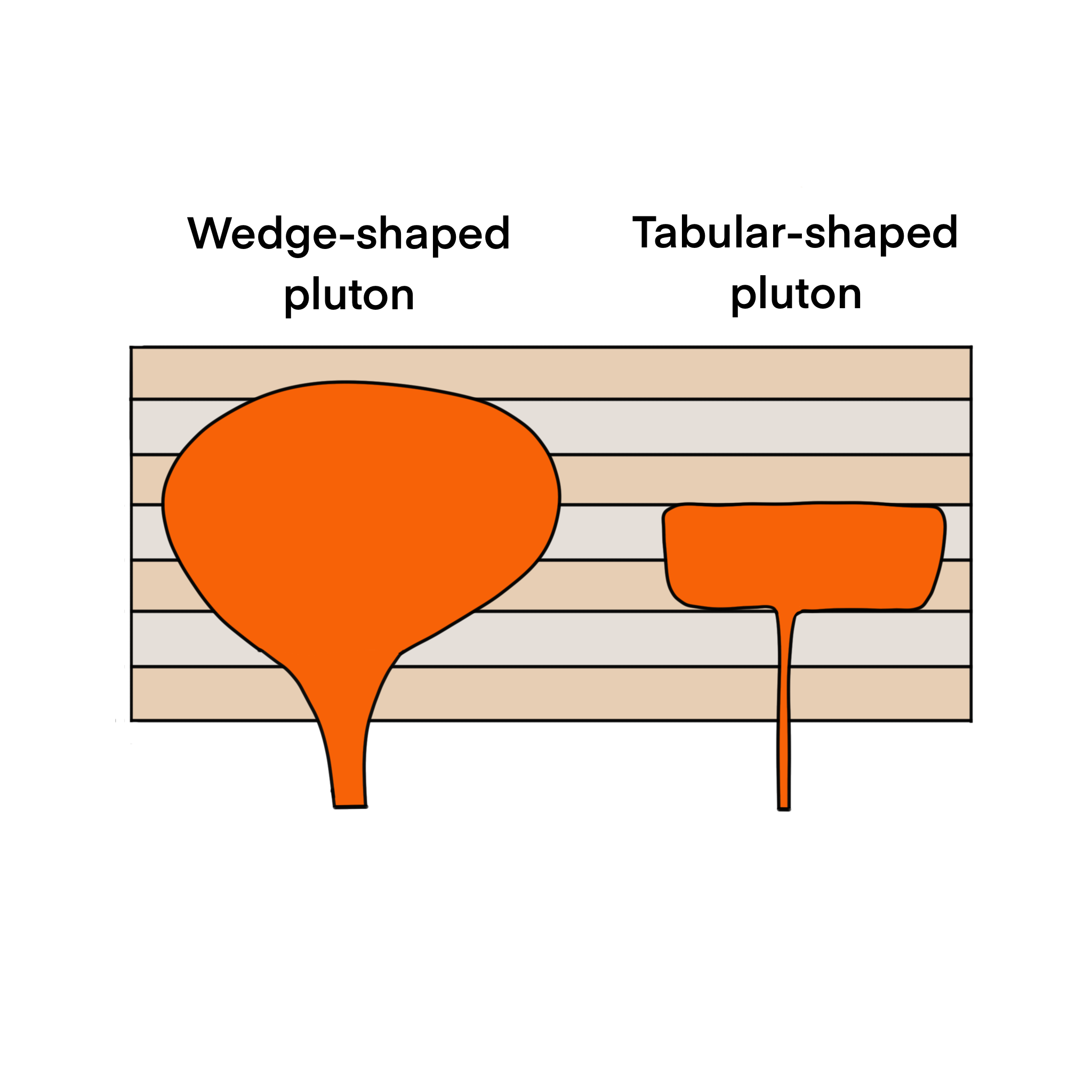
Classification des plutons en fonction de la géométrie du plancher plutonique. Les plutons en forme de coin sont de forme circulaire à elliptique, tandis que les plutons en forme de comprimé (cachet de médicament) sont en forme de disque.

Les corps magmatiques se formant dans la croûte inférieure peuvent être classés comme plutons. Ce sont des structures tabulaires dont l'épaisseur est supérieure à leur longueur. Cela signifie qu'au moment de l'intrusion, le magma s'écoule principalement horizontalement. Les épaisseurs des plutons peuvent varier d'environ un kilomètre à plusieurs dizaines de kilomètres. Et il faut environ 0,1 à 6 Ma pour que les plutons soient formés en plusieurs impulsions magmatiques.
La croissance des plutons dans divers environnements peut dépendre des propriétés de la roche encaissante et de la profondeur de la mise en place. Selon les observations sur le terrain, lorsque les plutons se forment dans un environnement ductile, ils provoquent des déplacements latéraux et verticaux des roches environnantes. En revanche, dans des environnements fragiles, où l'on ne constate pas de déformation significative sur les marges latérales, les plutons semblent se déplacer principalement de manière verticale. Ainsi, à mesure que la ductilité des roches encaissantes diminue, le risque de déplacement latéral des plutons diminue également.
Les plutons peuvent être catégorisés en deux types selon leur géométrie dans le sol. On distingue les plutons en forme de coin et les plutons en forme de comprimé. Les plutons en forme de coin ont généralement des formes irrégulières. Ils peuvent avoir des racines qui se rétrécissent vers le bas et qui finissent par devenir des structures nourricières de forme cylindrique qui font plonger les sols vers l'intérieur sous différents angles. Les plutons en forme de comprimé ont des dalles et des toits parallèles et des côtés plus raides que les plutons en forme de coin. Certains plutons peuvent présenter des caractéristiques des deux types.
| Type de pluton         | Pluton en forme de coin                                      | Pluton en forme de cachet     |
| ---------------------- | ------------------------------------------------------------ | ----------------------------- |
| Forme                  | Forme irrégulière, circulaire à elliptique                   | Forme de disque               |
| Relation toit et dalle | Non parallèle                                                | Presque parallèle à parallèle |
| Côtés du pluton        | Peut être doux ou raides selon le développement de la racine | Côtés raides                  |

### Croûte moyenne à supérieure

#### Sills

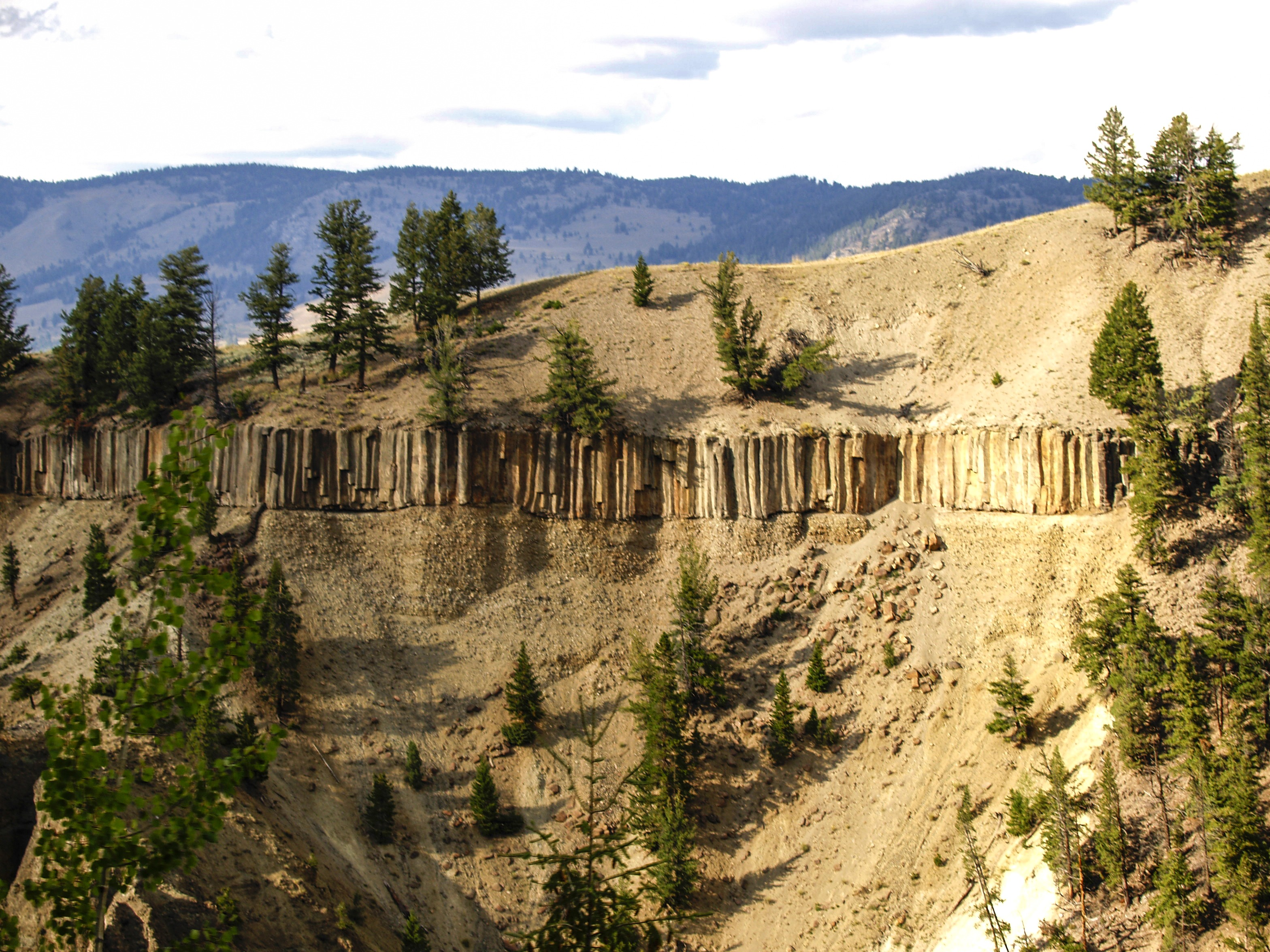
Intrusion de sill dans le parc national de Yellowstone.

Les sills ou filons-couches sont généralement définis comme des intrusions en feuillets de forme tabulaire et principalement en concordance avec les couches rocheuses environnantes. Ils sont généralement situés à une profondeur de moins de trois kilomètres sous la surface de la Terre. La plupart des sills ont une forme sub-horizontale car ils sont généralement situés au sein de couches sédimentaires. Cependant, dans certains cas, les sills peuvent déformer les couches sédimentaires et présenter d'autres géométries telles que des formes inclinées ou subverticales. La longueur du sill peut s'étendre jusqu'à plusieurs dizaines de kilomètres.
En fonction de leur forme et de leur concordance avec la roche encaissante, les sills peuvent être classés en cinq types différents, en se basant sur les données recueillies sur le terrain,. Il s'agit de sills concordants en strates, de sills transgressifs, de sills transgressifs en gradins, de sills en forme de soucoupe, de sills en forme de V et de sills hybrides,. Les sills à strates concordantes sont la représentation classique d'un sill. Ils se développent tout du long en suivant la stratification de la roche encaissante et se trouvent souvent dans les parties les plus profondes de la croûte supérieure. Des filons-couches transgressifs traversent et se propagent obliquement dans les couches supérieures par rapport à la roche encaissante, montrant des caractéristiques discordantes. Les sills transgressifs par étapes sont similaires aux sills transgressifs, mais ils se caractérisent par une alternance de segments concordants et discordants, créant une forme en escalier. Les appuis en forme de soucoupe ont un appui central concordant inférieur et deux appuis transgressifs extérieurs supérieurs qui s'aplatissent aux extrémités. Ils ont généralement un sill intérieur plus épais et plus mince vers l'extérieur. Les appuis en forme de V ressemblent quelque peu aux appuis en forme de soucoupe, mais ils ont une partie intérieure plus courte. Les sills hybrides présentent des caractéristiques mixtes des sills mentionnés ci-dessus.

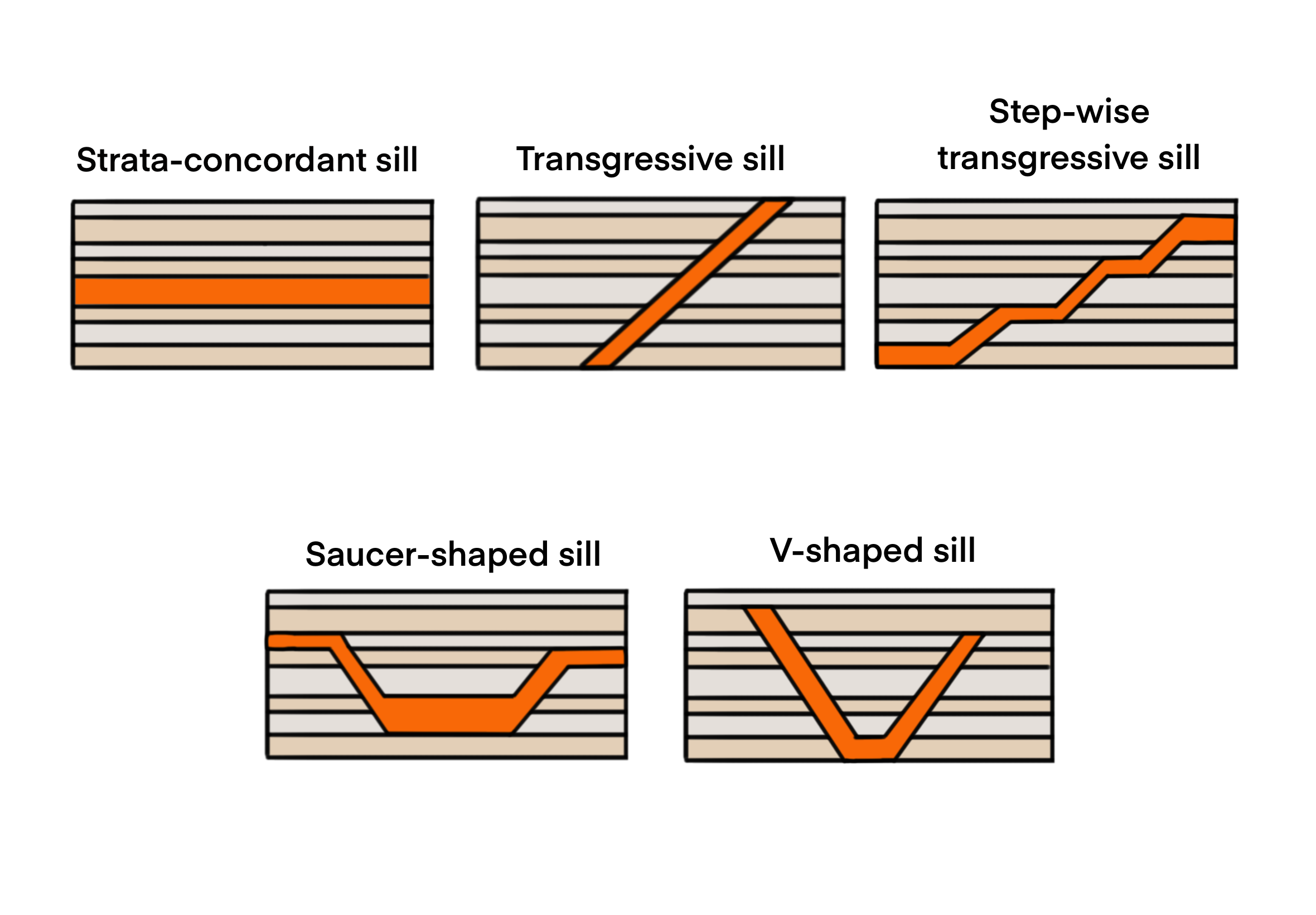
Géométrie différente des sills (d'après Galland, 2018),,. Ils peuvent être concordants (parallèles aux couches), discordants (coupant plusieurs couches) ou un mélange des deux.

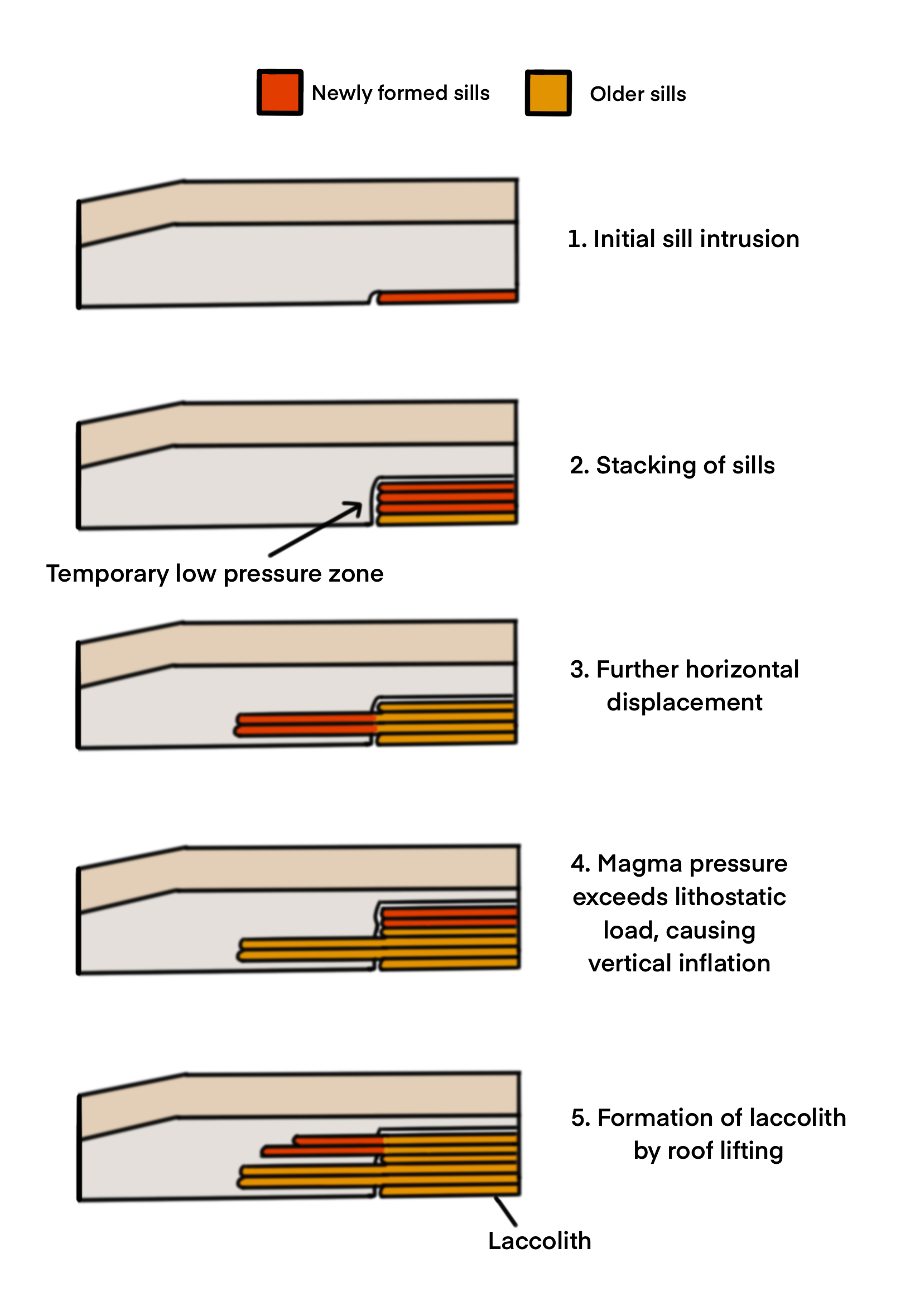
Formation d'un laccolithe (d'après Morgan, 2018). Les joints dans la roche encaissante permettent aux sills de s'introduire, de s'empiler les uns sur les autres, et éventuellement de conduire à un gonflement vertical et à un soulèvement du toit, formant des laccolithes.

| Type de sill                                                                 | sills concordants                            | sills transgressifs     | sills transgressifs par étapes | sills en forme de soucoupe                                                                                      | sills en forme de V                                                                                    |
| ---------------------------------------------------------------------------- | -------------------------------------------- | ----------------------- | ------------------------------ | --- | --- |
| Forme                                                                        | Forme allongée sub-horizontale à horizontale | Forme allongée inclinée | Forme en marche d'escalier     | Forme concave : sill intérieur horizontal, avec deux sills extérieurs inclinés qui s'aplatissent aux extrémités | En forme de V : sill intérieur horizontal (mais limité en étendue) avec deux sills extérieurs inclinés |
| Concordant (parallèle aux calques) ou discordant (coupant plusieurs calques) | Concordant                                   | Discordant              | Concordant et discordant       | Partie intérieure concordante, partie extérieure transgressive, pointes concordantes                            | Partie intérieure concordante, partie extérieure transgressive                                         |

#### Laccolites

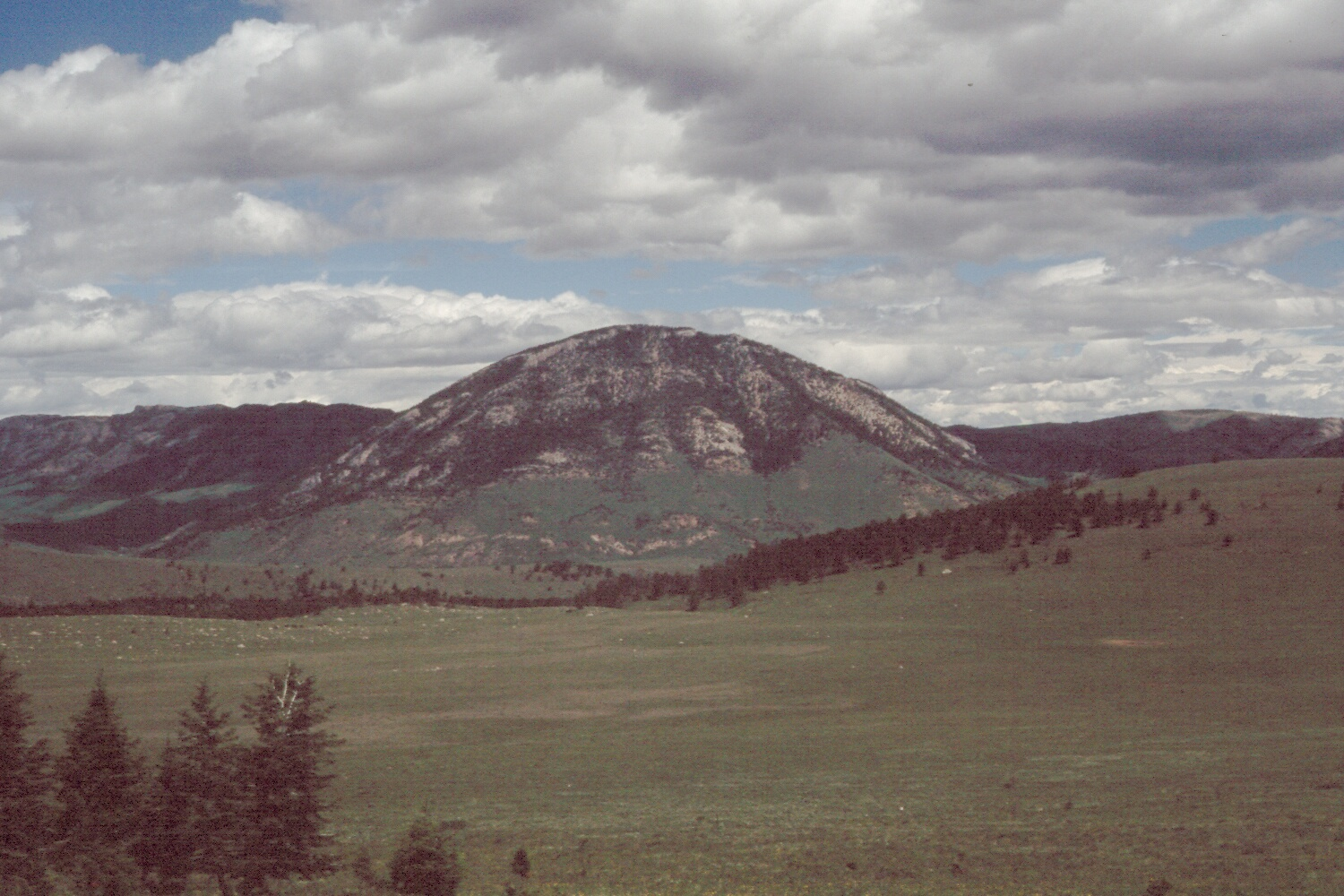
Laccolite dans Limestone Butte, Montana.

Les laccolites (ou laccolithes) se forment à partir de l'empilement des sills. Ils présentent généralement des structures en forme de dôme avec des toits légèrement surélevés et des planchers plats en concordance avec les couches rocheuses se forment à des profondeurs qui ne dépassent pas trois kilomètres. Il faut généralement 100 à 100 000 ans pour qu'une quantité suffisante de magma se forme sous forme de sills, et le groupement de filons-couches forme des laccolithes.
La formation du laccolite dépend des joints et des failles des roches encaissantes au début de l'intrusion. La rupture de ces lignes de faiblesse permet la formation de structures initiales en forme de sill, de forme horizontale. À ce stade, l'intrusion tabulaire (en nappe) est le mécanisme plus facile car les marges de la nappe se refroidissent plus rapidement, ce qui crée des zones de cisaillement permettant un déplacement horizontal supplémentaire. Après un certain temps, alors que le taux de refroidissement diminue et que les filons-couches continuent de s'empiler les uns sur les autres, l'intrusion en nappe ne fonctionne plus car les zones de faiblesse diminuent. La cohésion entre les couches sédimentaires est prise en défaut également en raison des déplacements et des déformations de la roche. Ici, l'inflation est un mécanisme possible pour poursuivre la croissance des intrusions. Si, à ce stade, la surface du magma est suffisamment grande pour générer une force magmatique capable de vaincre la charge lithostatique de la couche sus-jacente, un gonflement vertical peut avoir lieu. Le gonflement vertical des chambres magmatiques crée des laccolithes.

#### Lopolites

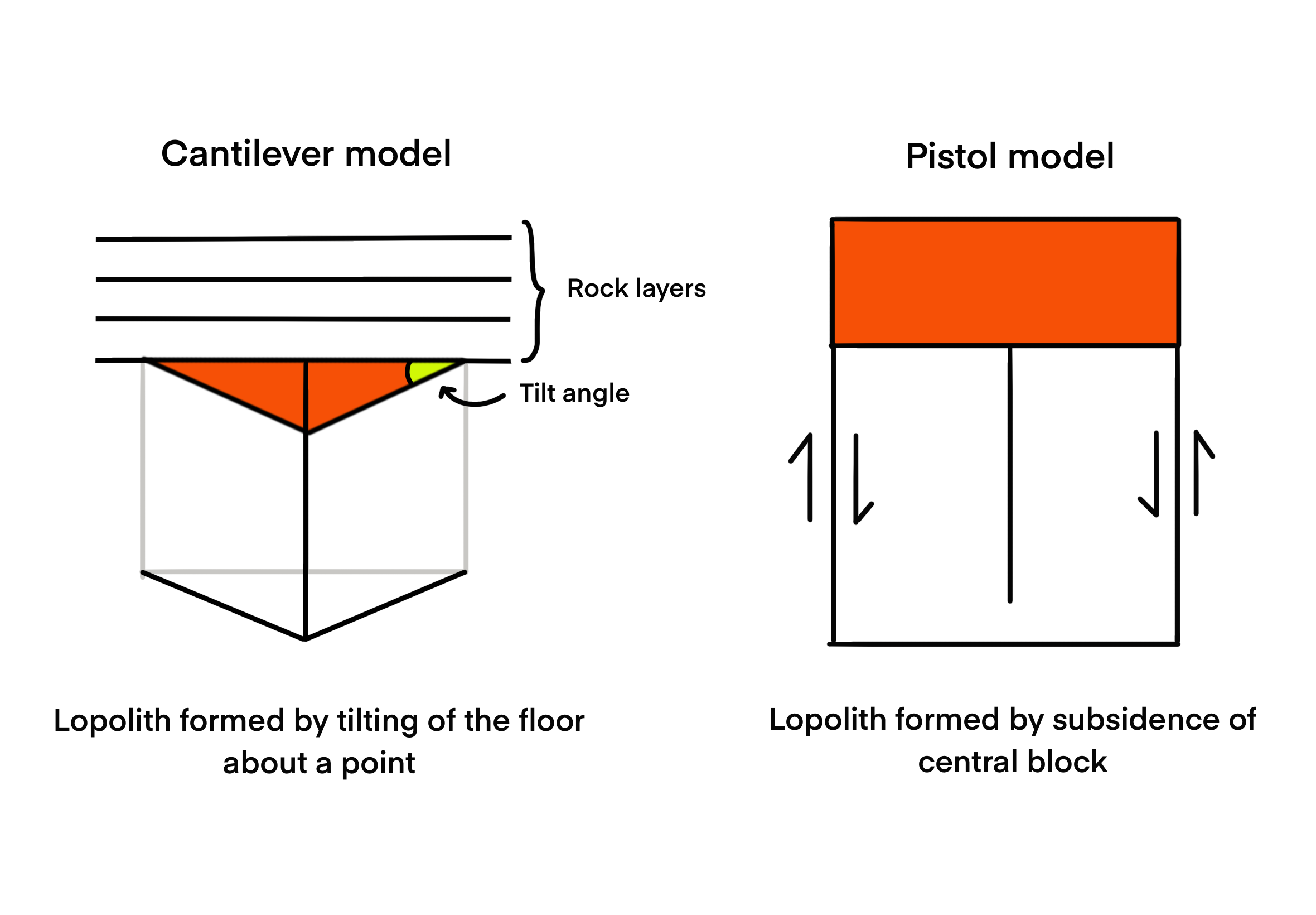
Deux modèles de formation de lopolithes : le modèle en porte-à-faux et le modèle pistolet (d'après Cruden & Weinberg, 2018). Dans le modèle de Cantilever, les lopolites se forment par inclinaison du sol. Dans le modèle pistolet, ils se forment par affaissement vertical du sol.

Les lopolites sont des masses intrusives lenticulaires concordantes qui présentent une forme convexe vers le bas, souvent sous forme de dépression dans le sol. Deux modèles ont été proposés pour expliquer la formation des lopolites : le modèle en porte-à-faux et le modèle à piston. Le modèle en porte-à-faux décrit la formation des lopolites par l'inclinaison du sol autour d'un point situé à la marge du pluton. Dans le modèle en porte-à-faux, la formation des lopolites implique la déformation de la croûte sous-jacente par simple cisaillement, ce qui entraîne l'enfoncement de la fonte partielle. En revanche, dans le modèle à piston, la genèse des lopolites commence lorsque le plancher du bloc central s'enfonce. Ce processus se poursuit avec l'épaississement du sol, créant ainsi des lopolites de forme tabulaire.

#### Phacolithes

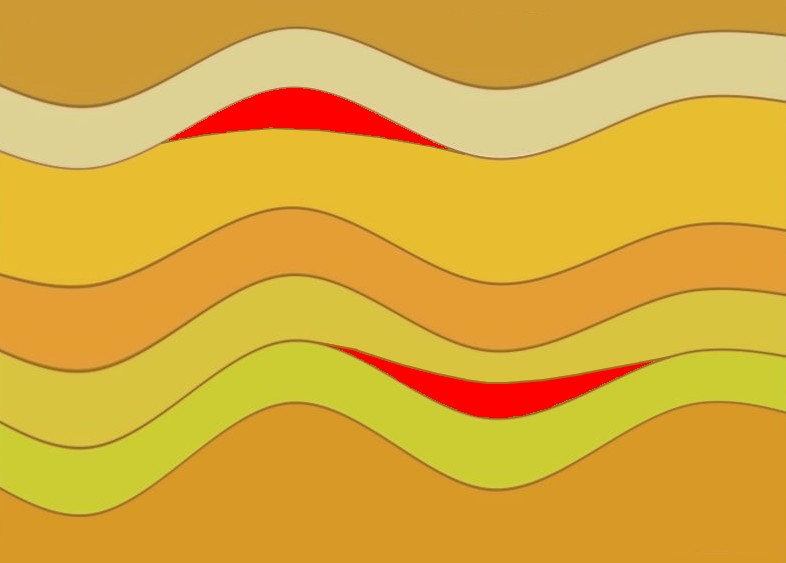
Les phacolithes (en rouge).

Les phacolithes sont comme les lopolites des plutons massifs lenticulaires, convexes vers le bas ou concaves vers le haut. À la différence des lopotlies, ceux-ci se forment dans des strates de foliation plissées soit au sommet d'un anticlinal (une structure géologique en forme d'arête), soit au fond d'un synclinal (une structure en forme de creux). Dans de rares cas, le phacolithe peut s'étirer depuis le sommet d'un anticlinal jusqu'au fond d'un synclinal voisin, créant une forme en S lorsque vu en coupe transversale. Dans des régions de plissements importants, les zones de charnière des plis, caractérisées par une pression réduite, deviennent des sites favorables à la migration et à l'intrusion du magma.